# Zeittafel Reconquista
Reconquista (span. „Rückeroberung“) ist die spanische und portugiesische Bezeichnung für die Rückeroberung der Iberischen Halbinsel durch christliche Nachkommen der Bevölkerung des Westgotenreichs, nachdem im frühen 8. Jahrhundert aus Nordafrika kommende muslimische Eroberer (Araber und Berber) das Westgotenreich vernichtet und die Iberische Halbinsel unterworfen hatten.

## Anfänge 711 bis 975
- 711: Muslimische Invasoren (Berber und Araber) unter der Führung von Tariq ibn Ziyad landen von Marokko aus in Andalusien bei dem nach Tariq benannten Gibraltar („Dschebel al-Tariq“). Sie schlagen die Westgoten unter Roderich in der Schlacht am Río Guadalete vernichtend, König Roderich fällt in der Schlacht.
- 711–719 Dem Sieg am Rio Guadalete folgt die muslimische Eroberung der gesamten Iberischen Halbinsel, die 719 mit der Vollendung der Unterwerfung der Tarraconensis abgeschlossen wird.
- 718: Der westgotische Adlige Pelayo lässt sich von seinen Anhängern in Asturien zum König (oder Fürsten) wählen. Erst damit beginnt der organisierte Widerstand gegen die Muslime in Asturien.
- 720–725: Die Muslime erobern auch Septimanien, den nördlich der Pyrenäen gelegenen Teil des Westgotenreichs.
- 721: Ein Heer aus Aquitaniern und Franken unter Führung Eudos von Aquitanien schlägt eine muslimische Armee unter dem Gouverneur von Al-Andalus, as-Samh ibn Malik al-Chawlani, in der Schlacht von Toulouse.
- 722: Pelayo schlägt eine von dem muslimischen Statthalter Asturiens, Munuza, gesandte Streitmacht in der Schlacht von Covadonga. Dieses Ereignis, das von manchen Forschern schon ins Jahr 718 gesetzt wird, gilt traditionell als Beginn der Reconquista. Ob es sich um eine größere Schlacht oder nur um ein Gefecht handelte, ist strittig.
- 725: Muslimische Raubzüge erreichen Autun im Fränkischen Reich.
- 729: Berberrebellen, die mit Eudo von Aquitanien verbündet sind, erheben sich in Cerdanya. Die Revolte wird jedoch niedergeschlagen.
- 732: Eine muslimische Armee unter Abd ar-Rahman besiegt ein Heer Eudos von Aquitanien in der Nähe von Bordeaux. Die Mauren plündern daraufhin Aquitanien.
- 732: Karl Martell besiegt in der Schlacht von Tours und Poitiers die Mauren, Abd ar-Rahman fällt. Der Ausgang der Schlacht wird oft als Rettung Europas vor den einfallenden Muslimen angesehen.
- 737: Die Araber erobern Avignon.
- 739: Erneute Berberrevolte in Nordafrika und der Iberischen Halbinsel. Alfons I. von Asturien vertreibt die Mauren aus Galicien.
- 740: Die Berber erheben sich erneut und revoltieren gegen das arabische Umayyadenkalifat.
- 741: 10.000 arabische Anhänger von Kulthum ibn Iyadh al-Kushayri erreichen Spanien unter ihrem neuen Anführer Talaba ibn Salama. Er und die Jordanier lassen sich in Córdoba nieder, andere Truppenteile in Sevilla, Elvira, Jaén, Algeciras und Medina-Sidonia. Daraufhin bricht ein 48-jähriger Bürgerkrieg zwischen den Neuankömmlingen und den iberischen Muslimen aus.
- 759: König Pippin der Jüngere erobert von den Mauren Narbonne zurück. Damit endet die arabische Herrschaft nördlich der Pyrenäen.
- 778: Die Franken unter Karl dem Großen greifen Saragossa an, müssen sich aber zurückziehen. Während des Rückzugs überfallen die Basken seine Nachhut unter der Führung des Markgrafen Roland.
- 781–881: In diesem Zeitraum kommt es zu regelmäßigen Aufständen gegen die arabische Besetzung in Saragossa.
- 791: König Bermudo I. von Asturien unterliegt gegen die Mauren in der Schlacht von Burbia und dankt ab. Sein Nachfolger wird Alfons II. von Asturien.
- 792: Hisham I., Emir von Córdoba, ruft zum Dschihad gegen die Ungläubigen in Al-Andalus und im Frankenreich auf. Zehntausende Freiwillige, die bis aus Syrien kommen, folgen seinem Aufruf. Narbonne wird zerstört, aber die Invasion kann in der Nähe von Carcassonne gestoppt werden.
- 794: Die Asturer besiegen die Mauren in der Schlacht von Lutos.
- 795: Maurische Truppen erobern Astorga.
- 795: Alfons II. von Asturien erreicht Lissabon, kann die Stadt aber nicht erobern.
- 799: Die Basken ergeben sich und töten den maurischen Gouverneur von Pamplona.
- 800–810: Verschiedene Rebellionen brechen in Lissabon, Mérida und Toledo aus. Die Aufstände werden blutig niedergeschlagen.
- 801: Ludwig der Fromme, ein Sohn Karls des Großen, erobert erneut Barcelona von den Mauren. Daraufhin wird die Spanische Mark eingerichtet.
- 805: In Córdoba und Mérida brechen erneut Aufstände gegen die Mauren aus.
- 806: Die Franken erobern Pamplona. Nach einer Revolte in Toledo werden 700 Männer, Frauen und Kinder von den Mauren hingerichtet.
- 808: Die Franken scheitern beim Versuch, Tortosa zu erobern.
- 811: Erneuter, achtjähriger Aufstand gegen die Muslime in Toledo. Karl der Große kontrolliert nun ganz Katalonien.
- 813: Santiago de Compostela wird zur Pilgerstätte.
- 818: Nach einem Aufstand in Córdoba kommt es während drei Tagen zu einem Massaker und Plünderungen. Dabei werden 300 Adlige gekreuzigt und 20.000 Menschen vertrieben.
- 825: Gescheiterter muslimischer Versuch, Coimbra und Viseu zu erobern
- 828: Aufstand gegen die Araber in Mérida.
- 829: Erneuter Aufstand in Mérida.
- 844: (angeblich:) Schlacht von Clavijo
- 850: Beginn der Wiederbevölkerung der Region Kastilien.
- 850–859: Perfectus, ein christlicher Priester, wird in Córdoba geköpft. 48 christliche Männer und Frauen werden geköpft („Märtyrer von Córdoba“).
- 855: Ordoño I. von Asturien erobert León von den Mauren.
- 859: Ordoño I. von Asturien besiegt Musa ibn Musa bei Albelda.
- 866: König Alfons III. der Große von Asturien verlegt die Hauptstadt nach León und erobert Coimbra
- 868: Alfons III. erobert den alten Römerhafen Porto. Er initiiert die Wiederbevölkerung von Porto, Coimbra, Viseu und Lamego. Erneute Revolte gegen die Mauren in Mérida.
- 871: Coimbra wird erneut von den Mauren erobert.
- 913: Ordoño II. von León erobert Évora (Talavera) von den Mauren.
- 917: Schlacht von San Esteban de Gormaz: Ordoño II. von León besiegt eine maurische Armee unter dem Emir Abd ar-Rahman III.
- 918: Schlacht von Talavera, Abd ar-Rahman III. besiegt ein christliches Heer.
- 920: Schlacht von Valdejunquera, Abd ar-Rahman III. besiegt die Armee des Königreichs Leon.
- 920: Muslimische Streitkräfte überqueren die Pyrenäen, fallen in die Gascogne ein, belagern Toulouse und töten die Besatzung von Muez.
- 923: Pamplona wird durch eine muslimische Armee zerstört.
- 929: Abd ar-Rahman III. ruft sich selber zum Kalifen von Córdoba aus und bricht mit den Abbasidenkalifat in Bagdad.
- 933: Schlacht von Osma. Das Heer der Grafschaft Kastilien und des Königreichs Leon unter Fernán González besiegt die Mauren unter Abd ar-Rahman III.
- 939: Schlacht von Simancas: König Ramiro II. von León besiegt Abd ar-Rahman III. Im gleichen Jahr siegen die Christen bei Alhandega.
- 953: Einfall der Mauren in Galicien
- 955: Ordoño III. von León greift Lissabon an.
- 974: Eine maurische Armee unter Ibn Tumlus schlägt einen Aufstand in Sevilla nieder.

## Muslimische Offensiven 976 bis 1002
- 976: Almansor plündert Barcelona.
- 977: Almansor besiegt eine christliche Armee.
- 981: Ramiro III. von León wird von Almansor bei Rueda besiegt und muss Tribut entrichten.
- 985: Almansor greift mehrmals christliche Gebiete an und plündert Barcelona.
- 986: Almansor brennt das Kloster von Sankt Cugat del Vallès nieder.
- 987: Almansor zerstört Coimbra, erobert mehrere Burgen, nördlich des Douro und erreicht Santiago de Compostela. Die Stadt wird evakuiert und die Mauren brennen sie bis auf die Grundmauern nieder. Al-Mansur lässt die Türen und Glocken des Heiligtums nach Córdoba bringen und die Kirche des Heiligtums zerstören.
- 988 Almansor plündert die Stadt León und lässt die Stadt niederbrennen. Danach plündert er León, Zamora, und Sahagún und lässt die Klöster von Eslonza und Sahagún zerstören.
- 995: Nach heftigem Widerstand der Familie Beni Gómez, die Herrscher von Saldana, Liebana, Carrión und Zamora, gelingt es Al-Mansur die Stadt Santa Maria de Carrión zu zerstören.
- 997: Almansor erobert weitere christliche Gebiete.
- 1002: Almansor stirbt nach einem siegreichen Feldzug in Medinaceli. Christliche Chronisten dichten ihm postum eine Niederlage in der angeblichen Schlacht von Calatañazor an.

## Wechselhafte Kämpfe 1003 bis 1211
- 1003: Die Mauren verwüsten León.
- 1009: Die Muslime verwüsten León erneut.
- 1031: Das Kalifat von Córdoba geht unter.
- 1034: Ein Heer unter Ismail ibn Abbad aus Sevilla wird von Streitkräften aus León besiegt. Gonçalo Trastemires erobert die Burg Montemor.
- 1035: Ferdinand I. erobert Coimbra und zwingt die Muslime von Toledo, Sevilla und Badajoz zu Tributzahlungen.
- 1036: Bermudo III. besiegt die Mauren bei César, in der Region Aveiro
- 1037: Santiago de Compostela wird zurückerobert.
- 1057: Ferdinand I. erobert Lamego und
- 1058: Viseu von den Mauren.
- 1062: Ferdinand I. greift mit einer großen Armee Toledo an. Emir Al-Mamun wird dem Königreich Kastilien tributpflichtig. Danach greift Ferdinand Badajoz an und macht auch Emir Abbad II. al-Mu'tadid von Sevilla tributpflichtig.
- 1063: Schlacht von Graus. König Ramiro I. von Aragonien verliert den Kampf gegen die Hudiden von Saragossa und wird getötet. Als Reaktion darauf wird Barbastro von einem vereinigten christlichen Heer, dem sich erstmals auch viele französische und normannische Ritter anschließen, belagert und eingenommen.
- 1064: Ferdinand I. belagert Coimbra und erobert die Stadt. Alle Moslems werden über den Fluss Mondego vertrieben.
- 1067: Sancho II. und El Cid belagern Saragossa. Die Belagerung wird aufgehoben, nachdem Emir Al-Muqtadir Lösegeld zahlt und sich zu Tributzahlungen verpflichtet.
- 1073: Die Festung von Belillos wird gebaut, von wo aus die christliche Garnison die Gegend von Granada angreifen kann.
- 1076: Ferdinand I. erobert Coria im Emirat Badajoz.
- 1079: Schlacht von Coria. Alfons VI. besiegt den Emir von Badajoz, Al-Mutawwakkil und besetzt große Teile des Fürstentums der Dhun-Nuniden von Toledo.
- 1082: Schlacht von Almenar. Truppen Aragoniens und Kataloniens belagern die Stadt Almenar und werden von Al-Mu'tamin von Saragossa besiegt. Der Graf von Barcelona, Berengar Raimund II., wird gefangen genommen.
- 1085: Die Kastilier erobern Salamanca und die Stadt Toledo.
- 1086: Mehrere Emire bitten den berberischen Almoravidenherrscher Yusuf ibn Taschfin um Hilfe gegen Alfons VI. Der erleidet in der Schlacht bei Zallaqa in der Extremadura eine verheerende Niederlage gegen das vereinigte Heer der Mauren und Berber.
- 1087: Alfons VI. erobert die Festung Aledo in Murcia. Dadurch kontrolliert er den Weg zwischen Sevilla und Granada. Die große Moschee von Toledo wird in eine Kirche umgewandelt.
- 1088: Yusuf ibn Taschfin belagert vier Monate lang erfolglos Aledo.
- 1090: Christliche Truppen erobern Santarém, Lissabon und Sintra.
- 1092: Maurische Rückeroberungsversuche von Toledo scheitern.
- 1094: Eine Armee der Almoraviden unter Sir ibn Abi Bakr erobert Badajoz und Lissabon zurück. El Cid erobert Valencia von den Mauren. Die Almoraviden landen mit einer Armee aus Marokko in der Nähe von Cuarte und belagern Valencia mit 50.000 Mann. El Cid durchbricht den Belagerungsring und schlägt die Berber in die Flucht.
- 1095: Die Almoraviden erobern Santarém.
- 1097: El Cid besiegt die Almoraviden unter Ali ibn al-Haj in der Schlacht bei Bairén. Die Almoraviden besiegen Alfons VI. in der Schlacht bei Consuegra, in der der Sohn des Cid zu Tode kommt.
- 1099: Die Almoraviden unter Ali ibn al-Hadsch belagern weiter Valencia. Am 10. Juli 1099 stirbt El Cid in Valencia.
- 1100: Molina fällt in christliche Hände.
- 1102: Die Almoraviden erobern Valencia und dringen bis vor Saragossa vor. Die Hudiden leisten als letztes maurisches Kleinkönigreich Widerstand gegen die almoravidische Expansion.
- 1103: Der almoravidische Gouverneur von Granada, Muhammad ibn al-Hadsch (Bruder von Ali), wird im Kampf in der Nähe von Talavera durch kastilische Truppen getötet.
- 1108: Die Almoraviden erobern die kleine Stadt Uclés, östlich von Toledo. Die Zitadelle der Stadt hält jedoch aus und Alfons VI. sendet ein Heer unter Álvar Fáñez, um die Eingeschlossenen zu befreien. Die Almoraviden schlagen das christliche Heer vernichtend und alle Anführer, darunter auch Sancho, Alfonsos einziger Sohn, werden getötet. Daraufhin geben die Christen Cuenca und Huete auf.
- 1109: Die Almoraviden erobern Talavera im Westen Toledos nach einmonatiger Belagerung.
- 1110: Al-Mustain von Saragossa führt eine Expedition gegen die Christen an, wird aber bei Valtierra getötet (Schlacht von Valtierra).
- 1111: Die Almoraviden unter Sir ibn Abi Bakr besetzen Lissabon und Santarém und übernehmen auch die Macht in Saragossa. Heinrich von Burgund, Graf von Portugal, erobert Santarém zurück.
- 1112: Aragonien erobert Huesca. Im Gegenzug verwüsten die Almoraviden das Land und erreichen die Pyrenäen.
- 1114: Ein großes Heer der Almoraviden unter Muhammad ibn al-Hadsch von Saragossa und Muhammad ibn Aischa von Valencia fällt in Katalonien ein. Die Mauren geraten in einen Hinterhalt und werden in der Schlacht von Martorell in die Flucht geschlagen. Die Katalanen unter Graf Raimund Berengar III. erobern nach dem Tod von Emir Mubashir ibn Sulayman von Mallorca die Balearen.
- 1115: Der Gouverneur von Saragossa, Abu Bakr ibn Ibrahim ibn Tifilwit, belagert 20 Tage lang Barcelona. Die Mauren ziehen sich zurück, nachdem Graf Raimund Berengar III. von Mallorca zurückkehrt. Die Flotte der Almoraviden erobert daraufhin die Balearen zurück. Der Gouverneur von Granada, Mazdali ibn Tilankan, stirbt im Kampf.
- 1117: Die Amiriden unter Emir Ali ibn Yusuf erobern Coimbra, müssen jedoch bereits einige Tage später die Stadt aufgeben.
- 1118: Alfons I. von Aragón erobert Saragossa von den Almoraviden. Die Stadt bleibt von da an in christlicher Hand. Siedler in den wiedereroberten Gebieten erhalten Sonderrechte.
- 1120: Alfons I. von Aragón vernichtet eine Armee der Almoraviden in der Nähe von Cutanda.
- 1126: Die Almoraviden beginnen, Christen nach Marokko zu deportieren. Alfons I. von Aragón besiegt die Almoraviden in der Nähe von Lucena.
- 1128: Der Templerorden begründet seine erste Niederlassung in der am Mondego gelegenen Burg von Soure in Portugal aufgrund einer Schenkung durch D. Theresia, die den Templern auch „alle Gebiete zwischen Coimbra und Leiria, die sich noch in der Hand der Ungläubigen befinden“ überträgt.
- 1131: Ali ibn Yusuf ibn Taschfin erobert die Burg von Aceca südlich von Toledo. Der almoravidische Gouverneur von Valencia besiegt eine Armee Aragons und tötet Gaston IV. de Bearne.
- 1133: Die christliche Miliz von Toledo erreicht Sevilla und tötet den Gouverneur der Stadt, Abu Hafs Umar ibn Ali ibn al-Hadsch.
- 1134: Schlacht von Fraga: Alfons I. von Aragón belagert die kleine Stadt Fraga. Ein maurisches Heer unter Yahya ibn Ali ibn Ghaniya besiegt Alfons I. Dieser wird schwer verwundet und stirbt kurze Zeit später.
- 1136 Yahya ibn Ali ibn Ghaniya; Sa'd ibn Mardanish erobert für die Mauren Mequinenza am Ebro zurück.
- 1137 Ali ibn Yusuf ibn Taschfin besiegt die Kastilier in der Nähe von Alcázar de San Juan und zerstört die Burg von Escalona nördlich des Tagus. Alfons I. von Portugal scheitert beim Versuch, Lissabon von den Mauren zurückzuerobern.
- 1139: Alfons I. von Portugal siegt über die Mauren in der Schlacht von Ourique (südwestlich von Beja). Er nimmt danach den Königstitel an und begründet so die Selbständigkeit Portugals von Kastilien-León.
- 1140: Alfons I. von Portugal scheitert erneut beim Versuch, Lissabon von den Mauren zurückzuerobern.
- 1140: Die Portugiesen können Leiria zurückerobern.
- 1147: Alfons I. erobert mithilfe des Kreuzfahrerheeres des 2. Kreuzzugs Lissabon und Santarém von den Mauren (siehe Belagerung von Lissabon (1147)). Eine christliche Allianz greift Almería zu Land und zu Wasser an. Alfons VII. von Kastilien und Sancho Ramirez IV. von Navarra erobern Andújar und Baeza. Die Genuesen vereinigen sich mit ihnen in Almería. Almería fällt am 17. Oktober und wird den Genuesen übergeben.
- 1153: Ramon Berenguer IV. erobert das Waliat (= Vizekönigreich) Siurana im heutigen Katalonien, das letzte Taifa-Reich im Nordteil der Iberischen Halbinsel.
- 1158: König Alfons I. erobert Alcácer do Sal.
- 1159: Die Portugiesen erobern Évora und Beja.
- 1161: Évora, Beja und Alcácer do Sal werden von den Mauren zurückerobert.
- 1162: Alfons I. von Portugal erobert Beja.
- 1165: Die Portugiesen unter Alfons I. von Portugal erobern Évora.
- 1166: Die Portugiesen erobern Serpa und Moura.
- 1169: Die Portugiesen erobern Badajoz.
- 1184: Die Portugiesen besiegen die Almohaden bei Santarém.
- 1185–1211: Sancho I. gründet mehrere neue Städte und beginnt damit, Flamen und Burgunder ins Land zu holen.
- 1195 Schlacht bei Alarcos. Die Almohaden unter Yaʿqūb al-Mansūr und Meriniden besiegen ein Heer Kastiliens unter Alfons VIII.

## Vordringen der Christen 1212 bis 1339
- 1212: Folgenreicher Sieg der Christen in der Schlacht bei Las Navas de Tolosa.
- 1212: Die Portugiesen erobern erneut Alcácer do Sal.
- 1217–1252: Ferdinand III. erobert Córdoba, Murcia, Jaén und Sevilla.
- 1223: Alfons II. erobert von den Mauren Setúbal und Alcácer do Sal.
- 1226: Niederlage der Portugiesen gegen die Mauren in der Schlacht bei Elves.
- 1227: Dénia fällt endgültig in christliche Hände.
- 1228: Badajoz fällt endgültig in christliche Hände. Jakob I. erobert Mallorca, Jérica und Murviedro-Sagunto.
- 1229: Alfons I. von Aragón besiegt die Murabitun unter dem Gouverneur von Sevilla.
- 1229: Alfons IX. rückt entlang des Flusses Guadiana vor und erobert Mérida und Badajoz.
- 1232: Ibiza und Jaén fallen endgültig in christliche Hände. – Muhammad I. ibn Nasr proklamiert sich in Arjona zum Sultan. Das Emirat von Granada, wo er ab 1237 residiert, verbleibt als einziges maurisches Gebiet, existiert aber nur als Vasallenkönigreich von Kastilien.
- 1236: Die Portugiesen erobern den größten Teil der Algarve. Ferdinand III. erobert Córdoba.
- 1238: Jakob I. erobert Valencia, Albarracín, Alpuente und Tortosa von den Mauren.
- 1239: Sieg der Portugiesen über die Mauren in der Schlacht bei Aimonte. Die östliche Algarve und das Alentejo fallen endgültig an die Portugiesen
- 1243: Murcia fällt an die Christen.
- 1244: Arjona und Baeza fallen an die Christen.
- 1245: Xixona (Jijona) wird durch Jaime I erobert
- 1246: Carmona fällt an die Christen.
- 1247: Maurische Revolte in Valencia.
- 1248: Eine christliche Armee unter Ferdinand III. erobert nach 16-monatiger Belagerung Sevilla.
- 1249: Die Mauren schlagen eine große Offensive zurück, verlieren aber Orihuela.
- 1250–1251: Mértola, Santa Maria del Algarbe, Silves, Tavira, Tejada, Constantina, Huelva und Jerez werden christlich.
- 1258: Jakob I. schlägt den Aufstand in Valencia nieder
- 1262: Niebla fällt endgültig in christliche Hände.
- 1264: Muslimische Revolte in Andalusien.
- 1266: Lorca, Murcia, Purchena und Segura werden endgültig christlich.
- 1272: Faro wird von den Portugiesen unter Alfons III. erobert. Abschluss der portugiesischen Reconquista.
- 1275: Muslime siegen in Ecija.
- 1276: Erneute muslimische Revolte in Valencia.
- 1287: Menorca fällt in christliche Hände.
- 1292: Kastilien erobert Tarifa.
- 1309: Ferdinand IV. erobert Gibraltar.
- 1312–1350: Krieg zwischen Alfons XI. und dem Emirat von Granada.
- 1319: Ein christliches Invasionsheer wird vor Granada geschlagen.
- 1325: Alfons XI. greift erneut Granada an und besiegt Muhammad IV.
- 1330: Schlacht von Teba zwischen Alfons XI. und Muhammad IV.
- 1333: Meriniden erobern Gibraltar von Kastilien (nach zwei erfolglosen kastilischen Belagerungen (1349, 1350) erobert 1374 das Emirat von Granada die Stadt)

## Endphase 1340 bis 1492
- 1340: Seeschlacht von Gibraltar. Maurische besiegt christliche Flotte.
- 1340: Alfons XI. gewinnt die Schlacht am Salado.
- 1344: Alfons XI. nimmt Algeciras nach zweijähriger Belagerung ein.
- 1394: Schlacht von Egea.
- 1410: Ein Heer des kastilischen Königs Johann II. unter der Führung seines Onkels Ferdinand, des späteren Königs von Aragonien[1] greift das Emirat Granada an und erobert Antequera.[2]
- 1415: Die Portugiesen erobern Ceuta in Nordafrika.
- 1431: Schlacht von La Higueruela.
- 1462: Kastilien erobert Gibraltar erneut.
- 1481: Der Emir Abu l-Hasan Ali von Granada überfällt das kastilische Zahara.
- 1482: Ein Heer aus Kastilien und Aragon (2500 Reiter und 3000 Mann Infanterie unter Rodrigo Ponce de Leon) sammelt sich in Marchena und erobert das maurische Alhama de Granada. Abu l-Hasan Ali erobert Alhama zurück.
- 1483: Schlacht von Axarquia. Emir Muhammad XII. wird gefangen genommen.
- 1484: Eine kastilisch-aragonesische Armee fällt in das Tal von Granada ein.
- 1485: Die Christen erobern Coín, Cártama, Cambil, Albahar und Zalea.
- 1487: Málaga wird christlich.
- 1489: Spanien erobert Baza und Almería.
- 1491: Die Mauren in Granada ergeben sich. Abu ‘abd Allah Muhammad XII., Emir von Granada, unterzeichnet den Vertrag von Granada, der die Übergabe der letzten von Moslems kontrollierten Stadt auf der iberischen Halbinsel an die Christen regelt.
- 2. Januar 1492: Die Katholischen Könige Isabella von Kastilien und Ferdinand II. übernehmen Granada.

## Folgen der Reconquista 1492 bis 1616
- 1492–1507: Die in Spanien verbleibenden Mauren schließen ein Bündnis mit den Städten Abarán, Ulea, Ojós und Ricote. Sie müssen sich jedoch verpflichten, zum Christentum überzutreten.
- 1496: Alle Muslime werden aus Portugal vertrieben.
- 1502: Nach mehreren muslimischen Revolten werden alle Mauren, zusammen mit den Juden, denen man Kollaboration vorwirft, aus Spanien vertrieben.
- 1568: 2. Aufstand in den Alpujarras. Nachdem König Philipp II. Gesetze eingeführt hat, die die maurische Kultur unterdrücken sollen, revoltiert die verbliebene maurische Bevölkerung, die nur nominell zum Christentum übergetreten ist (Moriscos), unter Führung von Abén Humeya in Granada. Der Aufstand wird erst 1571 endgültig niedergeschlagen.
- 1578: Schlacht von Alcácer-Quibir.
- 1609: König Philipp III. erlässt ein Edikt, das die verbliebenen Moriscos aus Spanien ausweist. Ihnen wird vorgeworfen, die Osmanen um ein militärisches Eingreifen in Spanien gebeten zu haben.
- 1616: Die letzten Moriscos werden von der Iberischen Halbinsel vertrieben.